# Oscar Wisting
Oscar Adolf Wisting (6 de junio de 1871 - 5 de diciembre de 1936) fue un explorador polar noruego. Junto con Roald Amundsen fue el primero en estar en ambos polos, en el Polo Sur en 1911 y en el Polo Norte en 1926. 

## Expedición al Polo Sur
Wisting nació en Larvik, Noruega. En 1909, estando trabajando en un astillero, Roald Amundsen le propuso que le acompañase en su próxima expedición Polo Norte. Amundsen más tarde cambió sus planes en secreto.  Wisting fue al lugar donde estaba atracado el barco de la expedición creyendo que iban al Polo Norte, fue allí donde se enteró de que iban al sur para intentar llegar al polo antes que Robert Falcon Scott. 
El 14 de diciembre de 1911 junto con Amundsen, Helmer Hanssen, Olav Bjaaland y Sverre Hassel, Wisting plantó la bandera noruega en el Polo Sur geográfico, siendo los primeros exploradores en llegar allí.

## Expedición al Polo Norte en elNorge

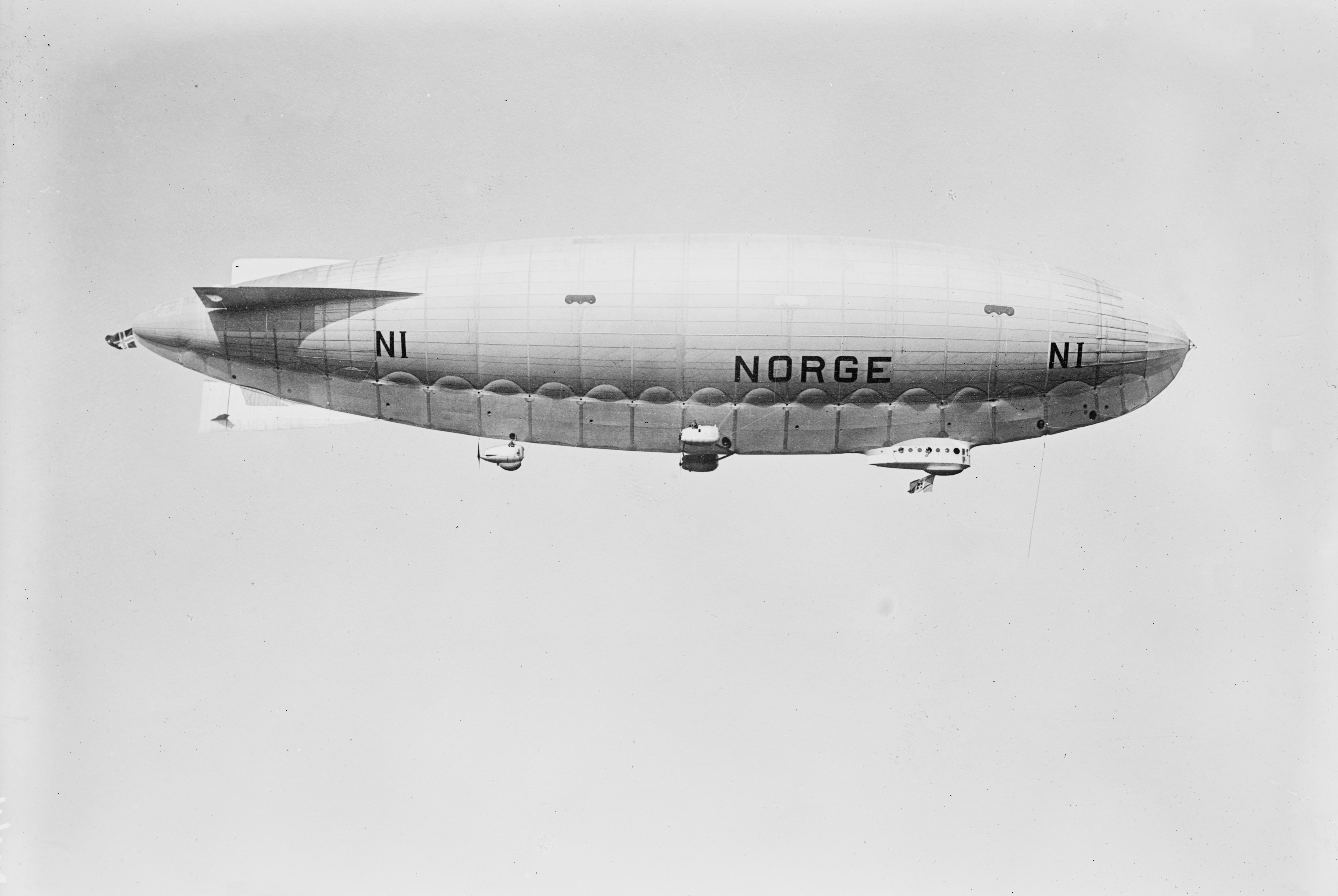
El dirigible Norge en vuelo.

Desde 1918 a 1925 fue el primer oficial a bordo del Maud, barco con el que Roald Amundsen intentó cruzar por el Paso del Noreste. De 1923 a 1925, más o menos, Wisting actuó como jefe de la expedición, después de que Amundsen la abandonase para organizar una expedición que sobrevolase el Polo Norte.
En 1926 Wisting participó en la expedición que organizó Amundsen para sobrevolar el Polo Norte. Con el dirigible Norge alcanzaron el polo el 12 de mayo de 1926. Los tres exploradores que habían afirmado haber llegado allí con anterioridad fueron Frederick Cook en 1908, Robert Peary en 1909, y Richard Evelyn Byrd, aunque existe debate sobre la certeza o precisión de todas ellas, Wisting, tras llegar al Polo Norte, se convirtió a la par con Amundsen, en la primera persona que había estado en ambos polos.

## Epílogo
Más tarde escribió sobre sus años con Amundsen un libro publicado en 1930 y que tituló 16 aar med Roald Amundsen, (1930) (16 años con Roald Amundsen). 
En los años siguientes, Oscar Wisting trabajó activamente en los preparativos y construcción de la casa Fram en Oslo, un museo construido para guardar y exponer el barco polar Fram. El 5 de diciembre de 1936, Wisting fue encontrado muerto, como resultado de un ataque al corazón, en su viejo camastro a bordo del Fram, pocos días antes de celebrarse el 25º aniversario de la exitosa expedición al Polo Sur.